# Eva Bosáková
Eva Bosáková-Hlaváčková (* 18. Dezember 1931 in Mladá Boleslav als Eva Vechtová; † 10. November 1991 in Prag) war eine tschechoslowakische Kunstturnerin, die bei drei Olympischen Spielen Medaillen errang.

## Karriere
1952 trat sie bei den Olympischen Spielen in Helsinki noch unter ihrem Geburtsnamen an. Sie erreichte als beste Turnerin ihrer Mannschaft Platz 14 in der Mehrkampfwertung und gewann mit der Mannschaft die Bronzemedaille. In der Gruppengymnastik mit Einzelgeräten wurde sie mit der Mannschaft Sechste. Bei der Turnweltmeisterschaft 1954 in Rom gewann sie mit der Mannschaft erneut die Bronzemedaille. Im Mehrkampf gewann sie Silber hinter Galina Rud'ko aus der Sowjetunion. Ebenfalls Silber erhielt sie am Boden hinter Tamara Manina und am Schwebebalken hinter Keiko Tanaka.
Nach ihrer Heirat trat sie ab 1956 als Eva Bosáková an. Bei den Olympischen Spielen 1956 in Melbourne wurde sie Siebte in der Mehrkampfwertung und Fünfte mit der Mannschaft. Darüber hinaus war sie in drei Geräteentscheidungen platziert, am Boden und am Stufenbarren wurde sie jeweils Vierte. Auf dem Schwebebalken gewann sie punktgleich mit Tamara Manina Silber hinter der Ungarin Ágnes Keleti. In der Gruppengymnastik belegte sie mit der Mannschaft Platz 7. 1958 bei der Turnweltmeisterschaft in Moskau wurde sie Zweite im Mehrkampf und am Stufenbarren jeweils hinter Larissa Latynina. Am Boden hingegen gewann sie Gold vor Latynina. Mit der Mannschaft belegte sie Platz 2 hinter der sowjetischen Riege.
Bei den Turnwettbewerben der Olympischen Spiele 1960 in Rom belegte sie in der Mehrkampfwertung den zehnten Platz und war erstmals nur zweitbeste Turnerin ihrer Mannschaft hinter der jungen Věra Čáslavská. In der Mannschaftswertung gewannen die Tschechoslowakinnen Silber hinter der sowjetischen Mannschaft. Bosáková erreichte das Einzelfinale am Boden und am Schwebebalken. Am Boden wurde sie Vierte und am Schwebebalken gewann sie Gold vor Larissa Latynina. 1962 fand die Weltmeisterschaft in Prag statt. Die Mannschaft wurde erneut zweite hinter der sowjetischen Mannschaft. Bosáková wurde Weltmeisterin am Schwebebalken vor Latynina, am Stufenbarren wurde sie Zweite hinter Irina Perwuschina. Eva Bosáková gewann zwischen 1952 und 1962 siebenmal den Landesmeistertitel im Mehrkampf. An den Geräten gewann sie 31 weitere Meistertitel. Nach ihrer zweiten Heirat hieß sie Eva Hlaváčková.
In dem Film Von etwas anderem aus dem Jahr 1963 spielte sie die Turnerin Eva.